# TMN ao Vivo
Das TMN ao Vivo ist ein Veranstaltungsgebäude im Zentrum der portugiesischen Hauptstadt Lissabon.

## Beschreibung
Das Gebäude liegt in der Stadtgemeinde São Paulo am rechten Ufer des Tejo in unmittelbarer Nähe zum Bahnhof Cais do Sodré. Es wurde ursprünglich als Lagerhalle errichtet. Nach dem Umbau zu einer Veranstaltungshalle bietet es 1140 Zuschauern Platz.
In dem Gebäude finden Pop- und Rockkonzerte statt. Außerdem wird es für Theateraufführungen, Kongresse, Ausstellungen und Präsentationen genutzt. Benannt ist es nach dem Sponsor, dem Telekommunikationsunternehmen TMN.